# Josse Huyghe
Judocus (Josse) Huyghe (gedoopt 16 januari 1743 – Duisburg, 21 juni 1802) was een Zuid-Nederlands kapucijn en schrijver. Als pater ging hij onder de naam  Aemilianus van Anderlecht.

## Geestelijke loopbaan
De zoon van Franciscus Huyghe en Catharina van Overstraeten verkreeg de investituur op 12 augustus 1765 en de tonsuur op 19 december 1766 (kapucijnenklooster van Luik). Op 11 maart 1769 werd hij in Doornik tot priester gewijd. Op 28 september 1772 verdedigde hij in Kortrijk gedrukte thesissen, met Tranquillinus van Meulebeke als juryvoorzitter. Door een examen in Brussel verkreeg hij in 1775 het recht om zich leraar en biechtvader te noemen. Hij werd hulppastoor in Duisburg maar verhuisde regelmatig om aan het Franse bewind te ontsnappen. Vanaf 1798 werd hij hoofdpastoor in Duisburg en verbleef hij er permanent.

## Politiek
Huyghe was een conservatief die in het kamp van de Statisten de Brabantse Omwenteling steunde tegen het kloostervijandige bewind van keizer Jozef II. De alliantie met de democratische Vonckisten bleek al te broos. In een reeks anonieme pamfletten vol laster en leugens, viel Huyghe hen als den waeren Brabander aan. In diezelfde periode was hij betrokken bij de lynchpartij op Willem van Criekinge, die hem beledigd had.

## Publicaties
Huyghe is auteur van twee geestelijke boeken en een reeks politieke pamfletten:
- Korte onderwysinge tot een opregt christelyk leven besloten in het morgen and avond gebed door P. Ae. v.A. Capucien, Mechelen, J.F. Van der Elst, s.d. [1781]
- Uytbreydinge van de zinnebeelden der collegiale kerke van O.L.V. over de Deyle tot Mechelen, opgeluystert met zeer christelyke and stigtbaere zedelessen, door p. Ae. V. A. Capucien, ten opzigte van den dry-honderd-jaerigen jubilé der zeven droefheden der aldersmertelykste maegd ende moeder Gods Maria, Mechelen, P.J. Hanicq, 1785
- Den waeren Brabander:
  - Het groot licht door den waeren Brabander, 19 april 1790, 2+29 blz.
  - Brief van den Waeren Brabander, 17 mei 1790
  - Brief van den Waeren Brabander aen d'Heer Jan van den Eynden, 31 mei 1790
  - Het Groot Ligt door den waeren Brabander. Derden en laesten nomber, 1790, 20 blz.
  - Vervolg van het Groot Ligt, door den Waeren Brabander, 12 blz.
  - Arglistig  bedrog,  ontdekt  door  den  Waeren  Brabander, Maastricht, 3 december 1791

Volgens Jacobus Goyens schreef hij ook:
- Geestelijken rooselaer voortbrengende alderschoonste roosen der alderverhevenste deugden on de XV mysterien onse verlossinge, Brussel, Huyghe, 1798